# Max Westphal
Max Westphal (Hamburgo, 30 de septiembre de 1895-Berlín, 28 de diciembre de 1942) fue un funcionario alemán de organizaciones de la juventud obrera y del Partido Socialdemócrata de Alemania (SPD) y un miembro de la resistencia alemana al nazismo que ayudó a víctimas de persecución política.

## Biografía
Max Westphal nació el 30 de septiembre de 1895 como hijo de un estibador. De 1902 a 1910 fue a la escuela. A los catorce años, se hizo aprendiz en una fábrica de automóviles. En 1910 se unió a un grupo del movimiento obrero juvenil en Hamburgo. Luchó como soldado en la Primera Guerra Mundial y en 1916 perdió un brazo. Cuando regresó del frente ayudó a Alice Düsenau a editar un periódico para los soldados obreros jóvenes en el frente. En total editaron setenta y cinco números. Después de la guerra, Alice Düsenau y Max Westphal se casaron. Tendrán una hija y un hijo, Heinz Westphal, vicepresidente del Parlamento alemán, el Bundestag, de 1983 a 1990.
Después de la Revolución de Noviembre se pudo formar una asociación para la juventud obrera socialista en Alemania. (Antes la fundación de asociaciones para la juventud estaba prohibida.) Junto con su amigo August Albrecht, Westphal estableció una asociación para jóvenes en Hamburgo. Desde 1921 fue presidente de la Federación de las Asociaciones para la Juventud Obrera de Alemania (Verband der Arbeiterjugendvereine Deutschlands), de la que en 1922 se formó la Juventud Obrera Socialista de Alemania (Sozialistische Arbeiterjugend Deutschlands o SAJ), una organización socialdemócrata. Encabezó la organización durante cinco años. En 1927 se convirtió en miembro de la junta directiva del SPD. Tenía el puesto hasta 1933. En 1932 se convirtió en diputado del Parlamento regional de Prusia.
Después del incendio del Reichstag, que tuvo lugar el 27 de febrero de 1933, se prohibió la prensa socialdemócrata y el comité ejecutivo del SPD expectó en breve plazo la prohibición del partido. Unos miembros del comité ejecutivo fueron a Praga para establecer un comité ejecutivo en el exilio. Max Westphal se quedó en Berlín y tuvo la tarea de mantener el vínculo entre los miembros restantes del comité ejecutivo en Berlín y los miembros del comité ejecutivo en el exilio en Praga. Cuando aún se debatía si el comité ejecutivo de Berlín o él de Praga debería dirigir el partido, el 22 de junio de 1933 los nazis proscribieron el SPD.
Enseguida Max Westphal fue detenido y pasó cinco meses en la prisión de Berlín-Spandau. Cuando regresó de la cárcel, la situación en Alemania ya había empeorado notablemente. Las organizaciones del movimiento obrero habían sido prohibidas. Muchos de sus altos cargos y de sus miembros más vulnerables se habían exiliado y miles de ellos habían sido detenidos por la Gestapo y llevados a campos de concentración. Muchos de ellos murieron allí.
Westphal se quedó en Alemania, ayudando a perseguidos políticos y manteniendo contacto con camaradas del SPD. Como oponente del régimen nazi no fue fácil encontrar trabajo. Quería trabajar como agente de seguros de vida, pero la Gestapo se lo prohibió. Entonces se convirtió en vendedor ambulante. Tenía sus mercancías en un remolque de bicicleta, vendiendo café, chocolate y pan de especias. Entre sus clientes más fieles eran antiguos compañeros del SPD: Paul Löbe, Wilhelm Leuschner, Julius Leber y Theodor Haubach.
El 19 de diciembre de 1938 Max Westphal fue detenido por segunda vez, porque había distribuido donativos de obreros daneses a miembros del SPD alemanes y sus familias. Fue acusado de conspirar para cometer traición. En octubre de 1939 fue absuelto por falta de pruebas, pero sin embargo la Gestapo lo llevó a un campo de concentración. Fue puesto en libertad el 25 de mayo de 1940. Tenía que reportarse a la policía dos veces por semana y no podía salir después de las nueve de la tarde. Encontró trabajo en una fábrica de maquinaria. El 28 de diciembre de 1942 murió a consecuencia de las condiciones de detención.